# حروب بيفر
حروب بيفر أو حروب القنادس، وتُعرف أيضاً باسم حروب الإيروكواس أو الحروب الفرنسية الإيروكواسية، تشمل حروب بيفر سلسلة من الصراعات التي جرت بشكل متقطع خلال القرن السابع عشر في أمريكا. جرت تلك المعارك لأسباب تتعلق بالرفاهية الاقتصادية، ووقعت على طول وادي نهر سانت لورانس في كندا ومنطقة البحيرات العظمى السفلى، وحرّضت الإيروكواس ضد جيرانهم الألغنكوين وحلفائهم الفرنسيين. منذ العصور الوسطى، حصل الأوروبيون على الفراء من روسيا واسكندنافيا. وصلت الفراء الأمريكية إلى السوف خلال القرن السادس عشر، أي قبل قرون من تأسيس الفرنسيين والإنجليز والهولنديين مستعمراتهم الدائمة ومحطاتهم التجارية في القارة الأمريكية. كان الصيادون الباسكيون يصطادون القدّ في منطقة غراند بانكس على الساحل الجنوبي الشرقي لنيوفاوندلاند، ويستبدلون تلك الطرائد بأردية مصنوعة من فراء القنفذ صنعها الهنود المحليون، بهدف درء برد الشتاء الأطلنطي. بفضل موقع تلك القبائل الهندية الفريد، تمكنت الأخيرة من ممارسة هيمنتها على العلاقات الأوروبية–الهندية منذ أوائل القرن السابع عشر وما بعد.
سعى الإيروكواس إلى توسيع حدودهم لتصل إلى إقليم أوهايو واحتكار تجارة الفراء مع الأسواق الأوروبية. كان الإيروكواس عبارة عن تحالف مؤلفٍ من قبائل وشعوب الموهوك والأونيدا والأونونداغا والكايوغا والسينيكا التي استوطنت ريف نيويورك حاليًا على طول سواحل بحيرة أونتاريو شرق بحيرتي شامبلن وجورج على نهر هدسون، والمصب السفلي لنهر سانت لورانس. قاد الموهوك اتحاد الإيروكواس، وتحركوا ضد القبائل الناطقة بالألغنكوين وقبائل وياندوت الناطقة بالإيروكوانية والقبائل الأخرى المرتبطة بها في منطقة البحيرات العظمى. تسلح الإيروكواس بفضل شركائهم التجاريين الهولنديين والإنجليز، بينما تلقى الألغنكوين والوياندوت الدعم من فرنسا، شريكهم التجاري الرئيس.
دمّر الإيروكواس عددًا من اتحادات القبائل الكبيرة، من بينها الموهيكان والهورون (وياندوت) وقبيلة شعب الإري المحايدة المعروفة باسم ساسكويهانوك (كونيستوغا)، وقبيلة الأنغولكوين الشمالية. أصبح الإيروكواس الشعب المهيمن على المنطقة، وتوسعت حدود أراضيهم، فأعادوا ترتيب جغرافية القبائل الأمريكية. تمكن الإيروكواس من فرض هيمنتهم على الحدود المتاخمة لنيو إنجلاند وأراضي نهر أوهايو، فكانت تلك المناطق أرضية مناسبة للصيد منذ العام 1670 تقريبًا وما بعد.
أدت تلك الحروب إلى تمزيق مجتمعات الألغنكوين والإيروكواس بشدة. انحسر الصراع عندما خسر الإيروكواس حلفاءهم الهولنديين في مستعمرة نيو نيذرلاند بعدما استولى عليها الإنجليز عام 1664، إلى جانب حصن أمستردام وبلدة نيو أمستردام الواقعتين على جزيرة مانهاتن. سعى الفرنسيون إلى التحالف مع الإيروكواس ضد الاجتياح الإنجليزي، لكن الإيروكواس أصبحوا شركاء تجاريين مع الإنجليز. كان حلف الإنجليز والإيروكواس عنصرًا بالغ الأهمية في توسع الإنجليز غربًا وشمالًا، ما أدى إلى الحرب الفرنسية الهندية (1754–1763).

## خلفية
دوّن المستكشف الفرنسي جاك كارتييه أول سجلاته المكتوبة عن الهنود في أميريكا خلال خمسينيات القرن السادس عشر، على الرغم من أن المستكشفين والصيادين الفرنسيين تاجروا مع الهنود للحصول على الفراء في المنطقة الواقعة قرب مصب نهر سانت لورانس قبل عقد من سجلات كارتييه. كتب كارتييه عن اللقاء الذي جمعه مع قبائل الإيروكواس في سانت لورانس، والذين عُرفوا باسم شعب الستاداكون أو اللورينتيان، واحتلوا عددًا من القرى المحصنة، من بينها ستاداكونا وهوكيلاغا. دوّن كارتييه حربًا كانت جارية بين قبيلة ستاداكونا وقبيلة أخرى تُعرف باسم تودامان.
شوشت الحروب والسياسة في أوروبا مساعي فرنسا الهادفة إلى استعمار وادي سانت لورانس حتى بداية القرن السابع عشر، عندها أوجد الفرنسيون كيبيك عام 1608. عندما عاد الفرنسيون إلى تلك المنطقة، لاحظوا أن الموقعين فارغان، وأن قبيلتي ستاداكونا وهوكيلاغا هلكتا بالكامل، ولم يجدوا أي بشرٍ في ذاك الجزء من وادي النهر العلوي –لكن الإيروكواس والهورون استخدموا تلك المنطقة للصيد.

## وصلات خارجية
- Timeline of the Iroquois Wars (1533-1650)